# Acrólito

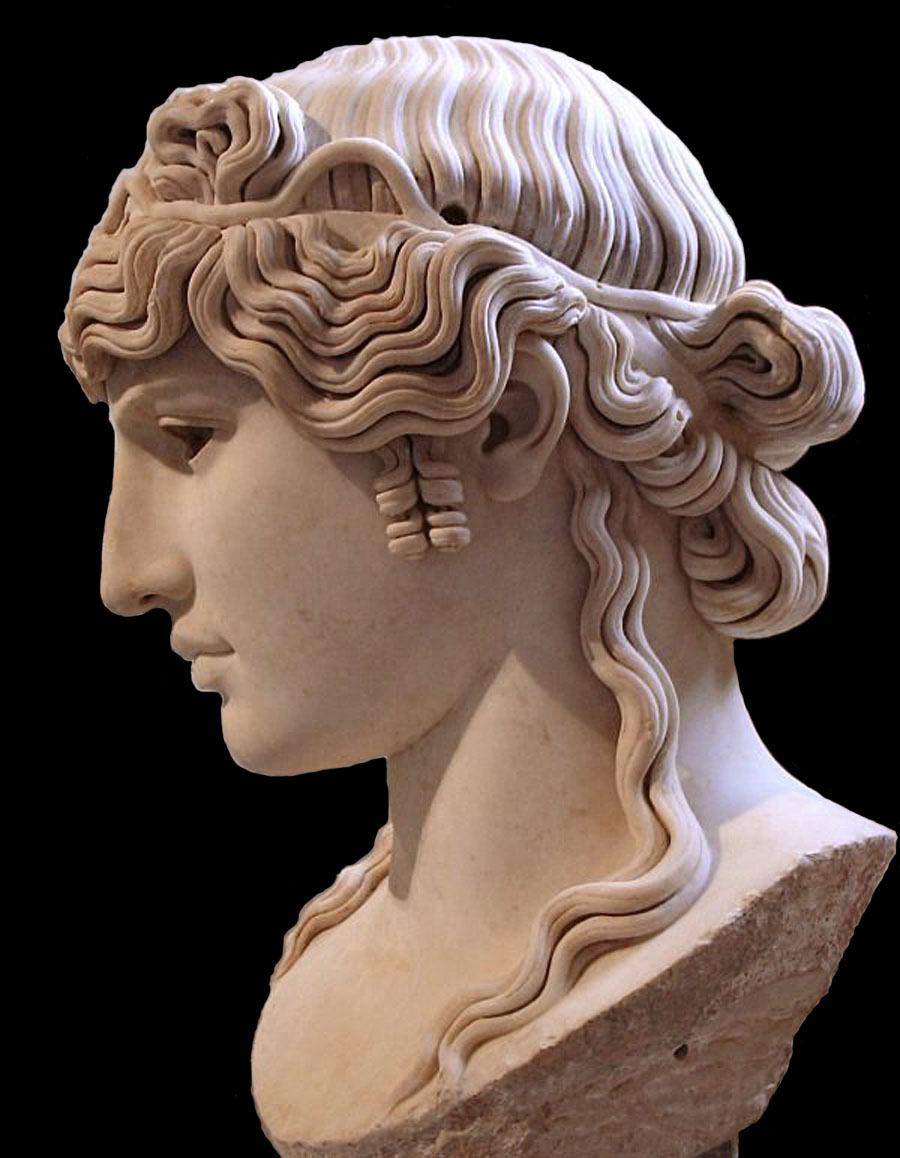
A Antínoo Mondragone, busto de uma imagem acrolítica de adoração da deificada Antínoo.

Um acrólito (do grego ἀκρόλιϑος, composto de ἄκρος «estremo» e λίϑος «pedra») é um tipo de estátua da Antiga Grécia (e também em alguns casos na Roma Antiga) esculpida somente em suas extremidades (cabeça, mãos e pés; por vezes também os brasços) utilizando pedra, mármore ou marfim, com todo o resto elaborado com material de menor prestígio, normalmente madeira. Em alguns casos, o restante da escultura era inexistente, usando-se somente uma estrutura de sustentação para as extremidades esculpidas. Tal estrutura "vazia" era depois revestida com panos em tecido ou tapeçaria..
A escultura criselefantina, similar e mais antiga, utilizava marfim ao invés de mármore, e normalmente havia ouro sobre o corpo. Os acrólitos eram frequentemente mencionados por Pausânias, sendo que o exemplar mais conhecido é a Atena Areia de Plateias, em Plateias.

## Exemplos de esculturas acrolíticas
- Atena Areia de Plateias
- Colosso de Constantino
- Antínoo Mondragone
- Hera Farnese